# Skrzeszew (Sokołów)
Pour les articles homonymes, voir Skrzeszew.
Skrzeszew  [ˈskʂɛʂɛf] est un village polonais de la gmina de Repki dans le powiat de Sokołów et dans la voïvodie de Mazovie, au centre-est de la Pologne.
Il est situé à environ 10 kilomètres à l'est de Repki, 19 kilomètres à l'est de Sokołów Podlaski et à 106 kilomètres à l'est de Varsovie.

Sa population compte 460 habitants.

## Histoire
En 1428, le village a été donné par Vytautas le Grand à l'évêché de la Chance . La paroisse de Skrzeszew a été créé en 1446. 

En 1808, le village a été acheté par Franciszek Obniski, qui a équipé l'intérieur de l'église. L'église baroque-néoclassique de la 1re moitié du XVIIIe siècle, a été endommagé en 1915 et restauré en 1918.
Le manoir de Skrzeszew a été détruit par les forces d'occupation soviétiques en 1939.